# Sophrops chinensis
Sophrops chinensis är en skalbaggsart som beskrevs av Brenske 1892. Sophrops chinensis ingår i släktet Sophrops och familjen Melolonthidae. Inga underarter finns listade i Catalogue of Life.